# Villeneuve-lès-Maguelone
Villeneuve-lès-Maguelone (Occitaans: Vilanòva de Magalona) is een gemeente in het Franse departement Hérault (regio Occitanie). De plaats maakt deel uit van het arrondissement Montpellier. Villeneuve-lès-Maguelone telde op 1 januari 2022 10.406 inwoners. 

## Geschiedenis
Maguelone was een oude bisschopsstad. De stad op een eiland in de lagune werd voor onze jaartelling gesticht door Grieken en werd verwoest in de 8e eeuw. In 1622 werd Maguelone ontmanteld en verlaten.
In 1037 werd Villeneuve gesticht op het vasteland. Villeneuve-lès-Maguelone werd een welvarende plaats dankzij de wijnbouw. De komst van de spoorweg in de 19e eeuw gaf de mogelijkheid de wijn te transporteren. Maar de druifluis tastte aan het einde van de 19e eeuw de wijngaarden aan en bracht zware schade toe aan de economie van de gemeente. Daarna, tot halfweg de 20 eeuw, was vooral de zoutwinning belangrijk.

## Geografie
De oppervlakte van Villeneuve-lès-Maguelone bedroeg op 1 januari 2022 22,7 vierkante kilometer; de bevolkingsdichtheid was toen 458,4 inwoners per km².
De lagunes Étang de Vic, Étang de l'Arnel en Étang du Prévost liggen deels of volledig binnen de gemeentegrenzen.

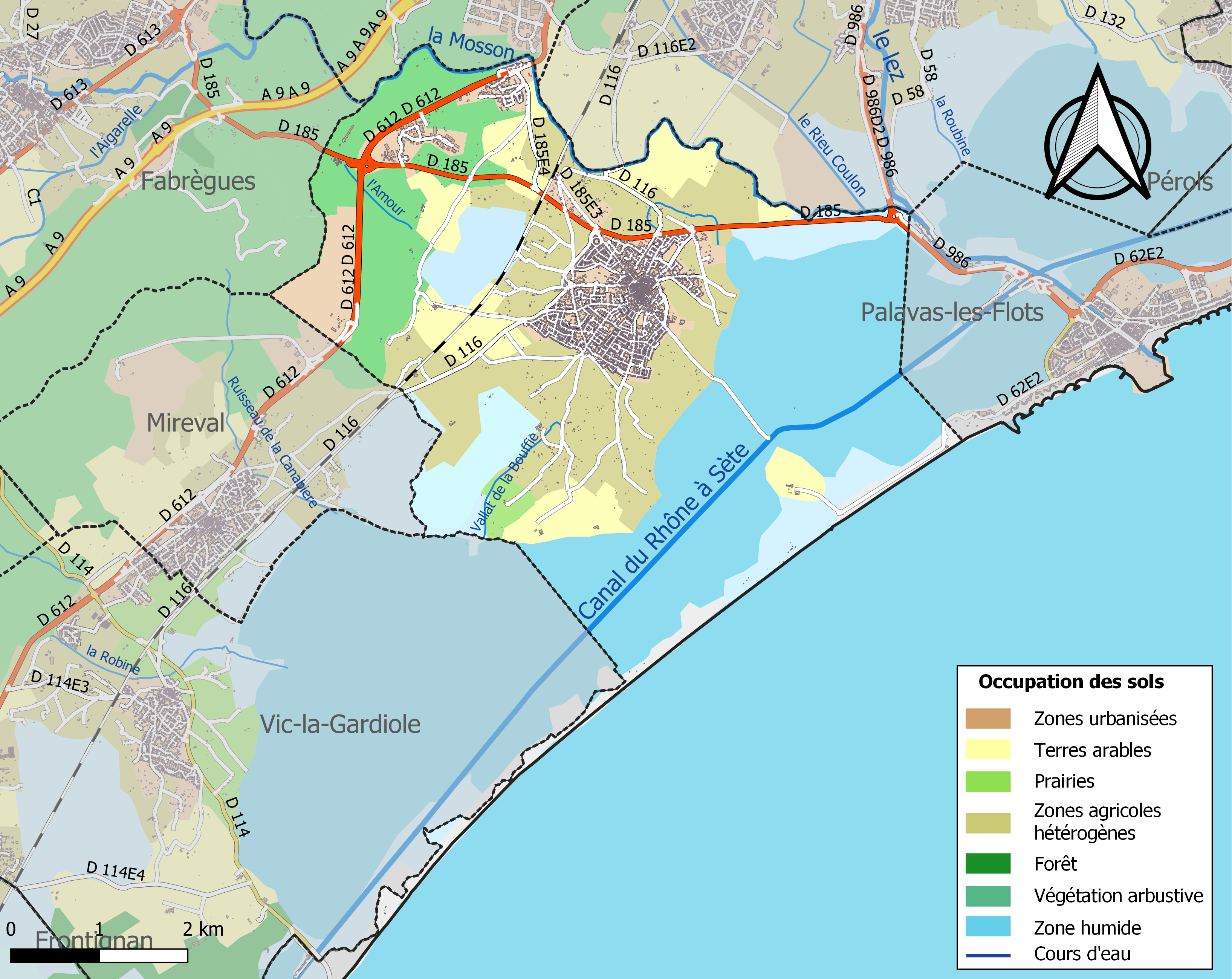
Kaart van de gemeente met belangrijkste infrastructuur, bodemgebruik en omliggende gemeenten

## Demografie
Onderstaande figuur toont het verloop van het inwonertal (bron: INSEE-tellingen).